# اوتومو نو کورونوشی
اوتومو نو کورونوشی (به ژاپنی: 大友 黒主 Ōtomo no Kuronushi)؛ زادهٔ ۱ ژانویهٔ ۰۸۵۰) شاعر اهل ژاپن است.